# Argostemma coenosciadicum
Argostemma coenosciadicum är en måreväxtart som beskrevs av Willem Frederik Reinier Suringar. Argostemma coenosciadicum ingår i släktet Argostemma och familjen måreväxter.
Artens utbredningsområde är Java. Inga underarter finns listade i Catalogue of Life.